# Алвин и катеричоците
„Алвин и катеричоците“ (на английски: Alvin and the Chipmunks) е американски медиен франчайз.
Той е създаден през 1958 година от певеца Рос Багдасарян за целите на хумористични песни, изпълнявани от въображаема група антропоморфни бурундуци – Алвин, Саймън и Тиодор. След смъртта на Багдасарян през 1972 година поредицата е обновен от неговия син Рос Багдасарян-младши и съпругата му Джанис Карман, която е създателка на момичешкото трио The Chipettes. Записите на групата имат голям търговски успех с два сингъла, достигнали първо място в класацията „Хот 100“ на „Билборд“ и 5 награди „Грами“. От 1961 година насам тя се явява и в множество анимационни филми.

## Основни герои
Алвин Севил
Алвин Севил е лидер на групата The Chipmunks с неговите братя – Саймън и Тиодор. Той носи червена бейзболна шапка и пуловер, на който е изписана началната буква на името му. Неговата любовна тръпка е Британи, с които си приличат като две капки вода. В оригинала на поредицата героят се озвучава от Рос Багдасарян-младши, а в игралната поредица е озвучен от Джъстин Лонг.
Британи Милър
Британи Милър е лидер на групата The Chipettes, които са женски двойници на мъжката група The Chipmunks. Персонажът е създаден от Джанис Карман. Британи Милър е сестра на Джанет и Елинор, както и приятелка на Алвин, с когото имат добри и лоши отношения и понякога се карат. В оригинала на поредицата героинята се озвучава от Джанис Карман а в игралната поредица е озвучена от Кристина Апългейт.

## Филмография

### Сериали
1. „Алвин и катериците“ (1983 – 1990)
2. „АЛВИННН! и катеричоците“ (2015 – 2023)

### Филми
1. The Chipmunk Adventure (1987)
2. Alvin and the Chipmunks Meet Frankenstein (1999)
3. Alvin and the Chipmunks Meet Wolfman (2000)
4. „Алвин и чипоносковците“ (2007)
5. „Алвин и чипоносковците 2“ (2009)
6. „Алвин и чипоносковците 3: Чипо-Крушение“ (2011)
7. „Алвин и чипоносковците 4: Голямото чипоключение“ (2015)